# Донє Загор'є
45°10′ пн. ш. 15°13′ сх. д. / 45.17° пн. ш. 15.22° сх. д.
Донє Загор'є (хорв. Donje Zagorje) — населений пункт у Хорватії, у Карловацькій жупанії у складі міста Огулин.

## Населення
Населення за даними перепису 2011 року становило 230 осіб.
Динаміка чисельності населення поселення: